# The Shamen
A The Shamen (IPA: ˈʃeɪmɛn) skót együttes volt. 1985-ben alakultak Aberdeen-ben. Eleinte pszichedelikus és alternatív rockot játszottak, majd áttértek az acid house/electronica műfajokra. A zenekar gyökerei egy "Alone Again Or" nevű együttesre nyúlnak vissza. A Shamen a dance-rock műfaj úttörőjének számít. Az együttes eredeti tagjai Colin Angus, Derek és Keith McKenzie és Peter Stephenson voltak. Peter nem sokkal a megalakulásuk után csatlakozott hozzájuk és leváltotta Angus-t a billentyűs poszton. Többen is megfordultak a zenekarban viszonylag rövid pályafutásuk alatt. Az együttes a kilencvenes években ért el sikereket Ebenezer Goode című dalával. 1999-ben feloszlottak. Pályafutásuk alatt hét nagylemezt adtak ki, melyek közül a negyedik, az En-Tact bekerült az 1001 lemez, amelyet hallanod kell, mielőtt meghalsz című könyvbe.
Az Ebenezer Goode 1992-ben a hatodik helyet szerezte meg a brit slágerlistán, majd két hét múlva az első helyet szerezte meg, ahol négy hétig szerepelt. 1992-ben a tizenharmadik legtöbb példányban elkelt kislemez volt.
Különlegesség, hogy a "Hempton Manor" albumukon a dalok kezdőbetűi a "Fuck Birket" kifejezést rajzolják ki, amely utalás a One Little Indian Records (az akkori kiadójuk) alapítójára, Derek Birkett-re, aki azt szerette volna, ha ismét kommerszebb, könnyen befogadható zenét játszanának.

## Tagok
Utolsó felállás
- Colin Angus – ének, gitár, billentyűk, basszusgitár (1985–1999)
- Bob Breeks – billentyűk, elektronikus dob (1992–1999)
- Gavin Knight – dob (1991–1999)
- Richard West (Mr. C) – ének, billentyűk (1990–1999)
- Victoria Wilson-James – ének (1993-1999)

Korábbi tagok
- John Delafons – dob, elektronikus dob (1989–1990)
- Derek McKenzie – ének, gitár (1985–1987)
- Keith McKenzie – dob, elektronikus dob (1985–1988)
- Allison Morrison – billentyűk, ének (1985–1986)
- Richard Sharpe – billentyűk (1991–1992)
- Will Sinnott (Will Sin) – basszusgitár, billentyűk, ének (1987–1991, 1991-ben elhunyt)
- Peter Stephenson – billentyűk (1986–1988)
- Cody "The Chuck" H. - ének (1991-1993)

Koncerteken fellépő tagok
- Jhelisa Anderson – ének (1992–1993)
- Alexis Blackmore (Lex Icon) – ének, keverőpult (1990–1991)
- Plavka Lonich – ének (1990–1991)
- Cheryl Melder – ének (1991–1992)

## Diszkográfia
- Drop (1987)
- In Gorbachev We Trust (1989)
- Phorward (1989)
- En-Tact (1990)
- Boss Drum (1992)
- Axis Mutatis (1995)
- Hempton Manor (1996)
- UV (1998)